# Simon Miedema
Simon Miedema (Harlingen, 13 juli 1860 - Rotterdam, 5 mei 1934) was een Nederlands beeldhouwer.

## Leven en werk
Miedema werd geboren in Friesland als zoon van stukadoor Rein Miedema (1835-1912) en Jeltje Schaafsma. Het gezin Miedema verhuisde naar Rotterdam, waar vader Miedema kunstenaar werd en leraar aan de Academie van Beeldende Kunsten en Technische Wetenschappen. Simon Miedema leerde de beginselen van het vak van zijn vader, en werd opgeleid aan de academie in Rotterdam. Hij won de Prix de Rome, waardoor hij een half jaar in Rome kon doorbrengen. Van 1880 tot 1926 was hij als docent aan de Rotterdamse academie verbonden. Tot zijn leerlingen behoorden zijn zoon Evert Miedema, Leendert Bolle, Kees van Gorcum, Gerard Kerkhoff, Leo Ponse, Leendert Ringlever, Emile Voeten en Lucas Wensing.
Vooral in Rotterdam zijn meerdere werken van Miedema te vinden, zoals een aantal beelden rond het stadhuis, gevelbeelden voor het Witte Huis aan de Wijnhaven en de Wilhelminafontein aan het Burgemeester Hoffmanplein.
Miedema overleed op 73-jarige leeftijd, hij werd begraven op de algemene Begraafplaats Crooswijk. In hetzelfde jaar bracht zijn zoon een monografie uit, onder de titel Mijn vader en zijn werk.

## Werken in de openbare ruimte (selectie)
- Christus (1889), bij de oudkatholieke kerk St. Vitus aan het Melkpad in Hilversum
- Vooruitgang, Nijverheid, Landbouw, Handel en Arbeid, gevelbeelden voor het Witte Huis (1898), Wijnhaven, Rotterdam.[7]
- beelden Regentessebrug (1898), Rotterdam
- Wilhelminafontein (1898), Burg. Hoffmanplein, Rotterdam
- Engel, Paradijskerk (1909), Rotterdam
- gevelreliëfs (1915) bioscoop Luxor, Willemsplein, Arnhem
- fontein (1920), stadhuis Rotterdam
- Julianavaas, Vijverlaan, Kralingen
- Gipsreliëf van het gelaat van Christus, Hervormde kerk, Makkinga

## Fotogalerij

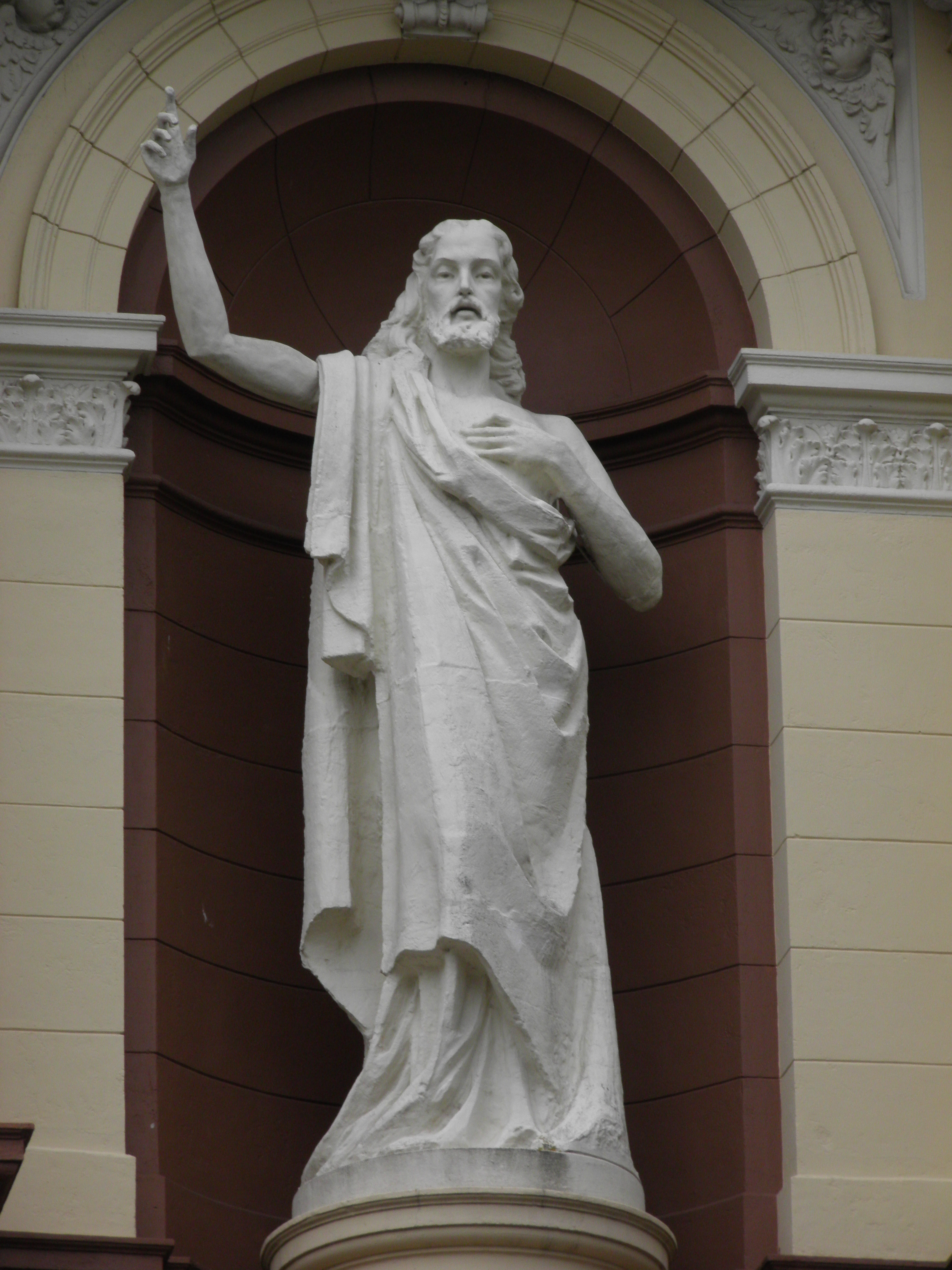
Christusbeeld in Hilversum (1889)
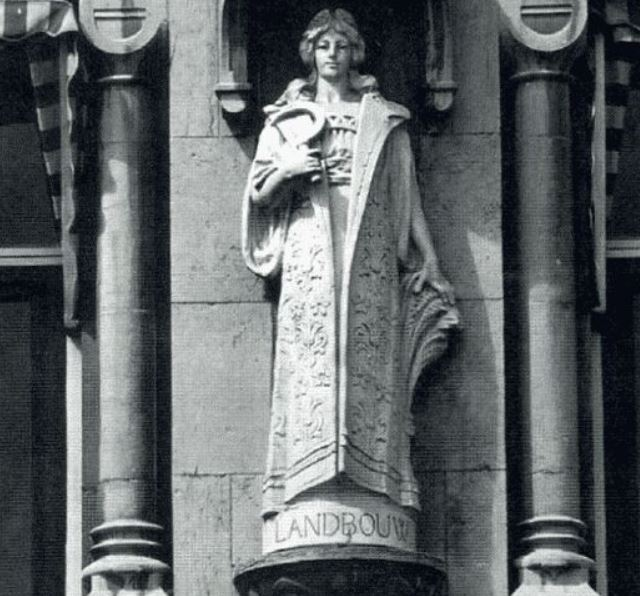
Landbouw in Rotterdam (1898)
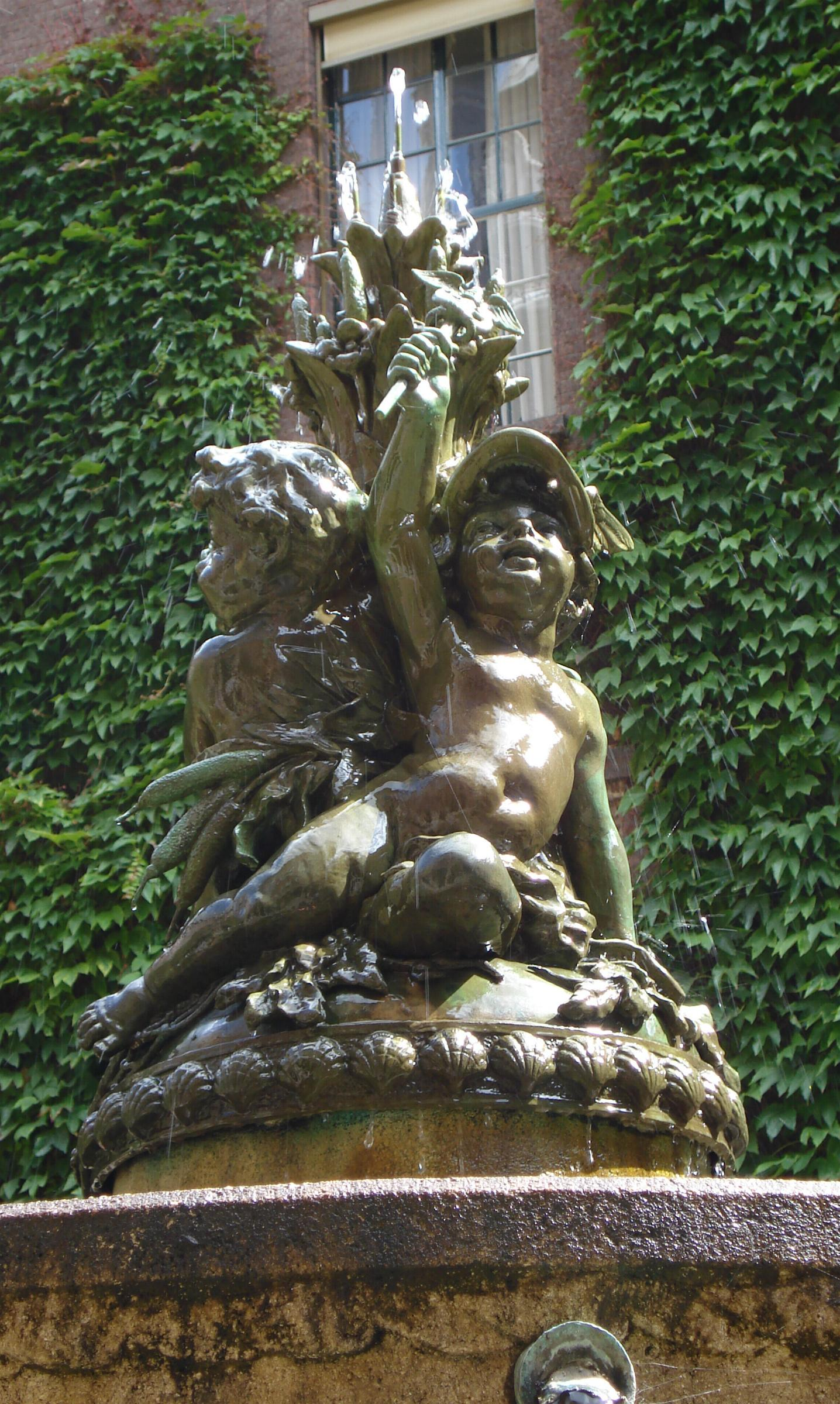
Stadhuisfontein in Rotterdam (1920)